# Mścidrog
Mścidrog (łac. Mizzidrog) – książę obodrzycki panujący pod koniec X wieku. Wspomniany w kronice Adama z Bremy wraz ze Mściwojem jako władca, który zbuntował się przeciwko panowaniu niemieckiemu, prowokując toczoną w latach 990–995 wojnę.
Ponieważ opisując wydarzenia dotyczące okresu przed 988 rokiem Adam z Bremy wymienił jako książąt obodryckich Mściwoja, Nakona i Sederyka, nie wspominając o Mścidrogu, badacze przypuszczają, że Mścidrog i Sederyk to jedna i ta sama postać. Mścidrog mógłby być zatem lokalnym księciem wagryjskim. Rozważa się także możliwość identyfikacji go z opisanym przez Helmolda księciem Billugiem, rzekomym bratem Mściwoja i ojcem Mścisława.